# Pero fulvata
Pero fulvata là một loài bướm đêm trong họ Geometridae.